# Piotr Fourier
Piotr Fourier, właśc. Pierre Fourier (ur. 30 listopada 1565 w Mirecourt w Lotaryngii, zm. 9 grudnia 1640kw Mirecourt) – kanonik laterański (CRL), święty Kościoła katolickiego.
Urodził się w rodzinie sklepikarzy. Nauki pobierał u jezuitów w Pont-à-Mousson koło Nancy. W 1585 roku wstąpił do klasztoru kanoników regularnych w Chamouoy. W obronie biednych utworzył bank kredytowy bez odsetek. Walczył z ogólną niewiedzą, tworząc bezpłatne szkoły dla chłopców. Gdy doszło do wybuchu wojny trzydziestoletniej, wówczas przeniósł się do twierdzy Grai. Gdy działania wojenne ustały, proboszcz wrócił do Matincourt. Miał dar proroctwa i czynienia cudów.
Mottem św. Piotra Fouriera, umieszczanym czasem na jego podobiznach było nemini obesse, omnibus prodesse, 'nie szkodzić nikomu, być przydatnym dla wszystkich'.
Zmarł mając 75 lat, w opinii świętości.
Został beatyfikowany przez papieża Benedykta XIII, w dniu 29 stycznia 1730 roku, a kanonizowany przez papieża Leona XIII, w dniu 27 maja 1897 roku.